# آدم بيري (لاعب دوري الرغبي)
آدم بيري (بالإنجليزية: Adam Perry)‏ هو لاعب دوري الرغبي أسترالي، ولد في 29 مايو 1979 في Junee ‏ في أستراليا.